# Гіляль Аль-Кудс
Гіляль Аль-Кудс (араб. نادي هلال القدس) — палестинський спортивний, культурний, соціальний, скаутський, мистецький та молодіжний клуб. У ньому культивується багато видів спорту, одним із яких є футбол. Клуб був заснований у 1972 році в Старому місті Єрусалима. Девізом клубу є слова: «Розвиток, навчання та реабілітація єрусалимської молоді є головним у нашій діяльності». Штаб-квартира клубу розташована в центрі Єрусалиму. Клуб грає домашні матчі на «Міжнародному стадіоні Фейсал Аль-Хусейні» в Аль-Рамі поблизу Єрусалиму на 12,5 тисяч місць.

## Історія
Клуб «Гіляль Аль-Кудс» було засновано в 1972 році за ініціативою Махді Хіджазі. Наприкінці 1975 року відбулися вибори до керівництва клубу, і на виборах президента клубу переміг Аюб Хіджазі. Наприкінці 1975 року клуб був прийнятий до Асоціації палестинських клубів як активний член. У 1978 році клуб розпочав виступи в офіційних змаганнях.

## Титули і досягнення
- Чемпіон Західного берега річки Йордан (4): 2011—2012, 2016—2017, 2017—2018, 2018—2019
- Володар Кубка Палестини (1): 2017–2018
- Володар Кубка Західного берега (3): 2010—2011, 2013—2014, 2017—2018